# حسگر الکترو-نوری
حسگرهای الکترونوری (به انگلیسی: Electro-optical sensors) آشکارسازهای الکترونیکی هستند که نور یا تغییرنور را به یک سیگنال الکترونیکی تبدیل می‌کنند. آنها در بسیاری از کاربردهای صنعتی و مصرفی مورد استفاده قرار می‌گیرند، به‌عنوان مثال:
- لامپ‌هایی که به‌طور خودکار در پاسخ به تاریکی روشن می‌شوند
- حسگرهای موقعیت که وقتی چیزی نور را قطع می‌شوند فعال می‌شوند
- تشخیص فلَاش، برای همگام‌سازی یک فلاش عکاسی با دیگری
- حسگرهای نوری که فاصله، عدم حضور یا حضور یک چیز را تشخیص می‌دهند

## عملکرد
یک حسگر نوری پرتوهای نور را به سیگنال‌های الکترونیکی تبدیل می‌کند. کمیت فیزیکی نور را اندازه‌گیری می‌کند و سپس آن را به شکلی قابل خواندن توسط ابزاری ترجمه می کند. یک حسگر نوری عموماً بخشی از سامانه بزرگتر است که منبع نور، یک دستگاه اندازه‌گیری و حسگر نوری را در خود ادغام می‌کند. این اغلب به یک تریگر الکتریکی (به انگلیسی: electrical trigger) وصل می‌شود. تریگر به تغییر سیگنال درون حسگر نور واکنش می‌دهد. یک حسگر نوری می‌تواند تغییرات یک یا چند پرتو نور را اندازه‌گیری کند. هنگامی که تغییر رخ می‌دهد، حسگر نور به عنوان یک تریگر فوتوالکتریک عمل می‌کند و بنابراین خروجی الکتریکی را افزایش یا کاهش می‌دهد. کلید نوری سیگنال‌های فیبر نوری یا مدارهای مجتمع نوری را قادر می‌سازد تا به صورت انتخابی از یک مدار به مدار دیگر سوئیچ شوند. کلید نوری می‌تواند با وسایل مکانیکی یا با اثرات الکترونوریک، اثرات مغنانوری و همچنین با روش‌های دیگر کار کند. کلیدهای نوری افزاره‌های نوریی هستند که با مدارهای میکروالکترونیکی یکپارچه یا گسسته قابل ادغام هستند.

## انواع حسگرهای نوری و کلیدها
انواع مختلفی از حسگرهای نوری وجود دارند که متداول‌ترین آنها عبارتند از:
- افزاره‌های مقاومت نوری تغییر نور تابشی را به تغییر مقاومت تبدیل می‌کنند.
- فتوولتاییک‌ها، که معمولاً به عنوان سلول‌های خورشیدی شناخته می‌شوند، مقدار نور تابشی را به ولتاژ خروجی تبدیل می‌کنند.
- فوتودیود مقدار نور تابشی را به جریان خروجی تبدیل می‌کنند.
- فوتوترانزیستورها نوعی ترانزیستور دوقطبی هستند که پیوند‌ بیس-کلکتور در معرض نور است. این منجر به همان رفتار یک فوتودیود، اما با یک بهره داخلی می‌شود.

کلیدهای نوری معمولاً در فیبر نوری مورد استفاده قرار می‌گیرند، جایی که از اثر الکترونوری برای تغییر وضعیت از یک مدار به مدار دیگر استفاده می‌شود. این حسگرها می‌توانند به عنوان مثال با سامانه میکروالکترومکانیکی یا سامانه‌های پیزوالکتریک استفاده شوند.